# Lijst van nummer 1-albums in de Vlaamse Ultratop 50 Albums in 1999
Onderstaande albums stonden in 1999 op nummer 1 in de Vlaamse Ultratop 50 Albums. De lijst wordt samengesteld door Ultratop 50.
| Nummer | Datum        | Artiest               | Titel                                   |
| ------ | ------------ | --------------------- | --------------------------------------- |
| 49     | 2 januari    | Helmut Lotti          | Helmut Lotti goes classic final edition |
|        | 9 januari    | Helmut Lotti          | Helmut Lotti goes classic final edition |
| 50     | 16 januari   | U2                    | The best of 1980-1990                   |
|        | 23 januari   | U2                    | The best of 1980-1990                   |
| 51     | 30 januari   | Joe Cocker            | Greatest hits                           |
|        | 6 februari   | Joe Cocker            | Greatest hits                           |
| 52     | 13 februari  | Dana Winner           | Ergens in mijn hart                     |
|        | 20 februari  | Dana Winner           | Ergens in mijn hart                     |
|        | 27 februari  | Dana Winner           | Ergens in mijn hart                     |
| 53     | 6 maart      | Roxette               | Have a nice day                         |
|        | 13 maart     | Roxette               | Have a nice day                         |
| 54     | 20 maart     | Clouseau              | In stereo                               |
|        | 27 maart     | Clouseau              | In stereo                               |
|        | 3 april      | Clouseau              | In stereo                               |
|        | 10 april     | Clouseau              | In stereo                               |
|        | 17 april     | Clouseau              | In stereo                               |
|        | 24 april     | Clouseau              | In stereo                               |
|        | 1 mei        | Clouseau              | In stereo                               |
| 55     | 8 mei        | The Mackenzie & Jessy | Angel                                   |
|        | 15 mei       | The Mackenzie & Jessy | Angel                                   |
|        | 22 mei       | The Mackenzie & Jessy | Angel                                   |
| 56     | 29 mei       | Backstreet Boys       | Millennium                              |
|        | 5 juni       | Backstreet Boys       | Millennium                              |
|        | 12 juni      | Backstreet Boys       | Millennium                              |
| 57     | 19 juni      | Boyzone               | ...By request                           |
|        | 26 juni      | Boyzone               | ...By request                           |
| 58     | 3 juli       | Samson & Gert         | Samson & Gert 9                         |
|        | 10 juli      | Samson & Gert         | Samson & Gert 9                         |
|        | 17 juli      | Samson & Gert         | Samson & Gert 9                         |
| 59     | 24 juli      | Shania Twain          | Come on over                            |
|        | 31 juli      | Shania Twain          | Come on over                            |
|        | 7 augustus   | Shania Twain          | Come on over                            |
|        | 14 augustus  | Shania Twain          | Come on over                            |
|        | 21 augustus  | Shania Twain          | Come on over                            |
|        | 28 augustus  | Shania Twain          | Come on over                            |
|        | 4 september  | Shania Twain          | Come on over                            |
|        | 11 september | Shania Twain          | Come on over                            |
|        | 18 september | Shania Twain          | Come on over                            |
|        | 25 september | Shania Twain          | Come on over                            |
|        | 2 oktober    | Shania Twain          | Come on over                            |
|        | 9 oktober    | Shania Twain          | Come on over                            |
| 60     | 16 oktober   | Live                  | The distance to here                    |
|        | 23 oktober   | Live                  | The distance to here                    |
| 61     | 30 oktober   | Helmut Lotti          | Out of Africa                           |
|        | 6 november   | Helmut Lotti          | Out of Africa                           |
|        | 13 november  | Helmut Lotti          | Out of Africa                           |
|        | 20 november  | Helmut Lotti          | Out of Africa                           |
|        | 27 november  | Helmut Lotti          | Out of Africa                           |
|        | 4 december   | Helmut Lotti          | Out of Africa                           |
|        | 11 december  | Helmut Lotti          | Out of Africa                           |
|        | 18 december  | Helmut Lotti          | Out of Africa                           |
|        | 25 december  | Helmut Lotti          | Out of Africa                           |

1995 ·
1996 ·
1997 ·
1998 ·
1999 ·
2000 ·
2001 ·
2002 ·
2003 ·
2004 ·
2005 ·
2006 ·
2007 ·
2008 ·
2009 ·
2010 ·
2011 ·
2012 ·
2013 ·
2014 ·
2015 ·
2016 ·
2017 ·
2018 ·
2019 ·
2020 ·
2021 ·
2022 ·
2023 ·
2024 ·
2025
- Nederland
- Nederland (Album Top 100)
- Vlaanderen